# Coelocraera tuberiventer
Coelocraera tuberiventer är en skalbaggsart som beskrevs av Kanaar 1997. Coelocraera tuberiventer ingår i släktet Coelocraera och familjen stumpbaggar. Inga underarter finns listade i Catalogue of Life.